# Judith Hopf
Judith Hopf, född 1969 i Karlsruhe i dåvarande Västtyskland, är en tysk konstnär. Hon har sedan tidigt 1990-tal bott och arbetat i Berlin.
Hopf arbetar med objekt, installationer, grafiskt arbete, text, performance och film. Hon är internationellt erkänd och har bland annat haft separatutställningar vid Wiener Sezession (2006), Portikus i Frankfurt och Badischer Kunstverein. Hon har också varit med i ett flertal samarbetsprojekt med bland andra Henrik Olesen och har också varit med att starta bokhandeln B-books i Kreuzberg, Berlin. Sedan 2008 är hon professor vid Staatliche Hochschule für Bildende Künste (Städelschule) i Frankfurt am Main.